# Allocotesia chiphora
Allocotesia chiphora är en fjärilsart som beskrevs av Eugen Wehrli 1936. Allocotesia chiphora ingår i släktet Allocotesia och familjen mätare. Inga underarter finns listade i Catalogue of Life.